# 谢象晃
谢象晃（1908年—2002年），男，江西兴国人，中华人民共和国政治人物，曾任江西省人大常委会副主任，第五届全国人大代表。